# Plélo
 Plélo  (en bretón Pleuloc'h) es una población y comuna francesa, situada en la región de Bretaña, departamento de Côtes-d'Armor, en el distrito de Saint-Brieuc y cantón de Châtelaudren.

## Demografía
| 2155 | 2084 | 2033 | 2177 | 2359 | 2631 |
| Para los censos de 1962 a 1999 la población legal corresponde a la población sin duplicidades (Fuente: INSEE [Consultar]) |      |      |      |      |      |